# Pyrausta tachdirtalis
Pyrausta tachdirtalis là một loài bướm đêm trong họ Crambidae.